# 국립 역사 미술 박물관
국립 역사 미술 박물관(룩셈부르크어: Nationalmusée fir Geschicht a Konscht)은 룩셈부르크 룩셈부르크 시에 위치한 미술관이자 역사 박물관이다.